# Třída Cacine
Třída Cacine jsou hlídkové lodě portugalského námořnictva. Postaveno bylo celkem 10 jednotek této třídy. Ve službě nahradily šest původně amerických hlídkových člunů typu PC a osm hlídkových člunů francouzské třídy Le Fougueur.

## Stavba

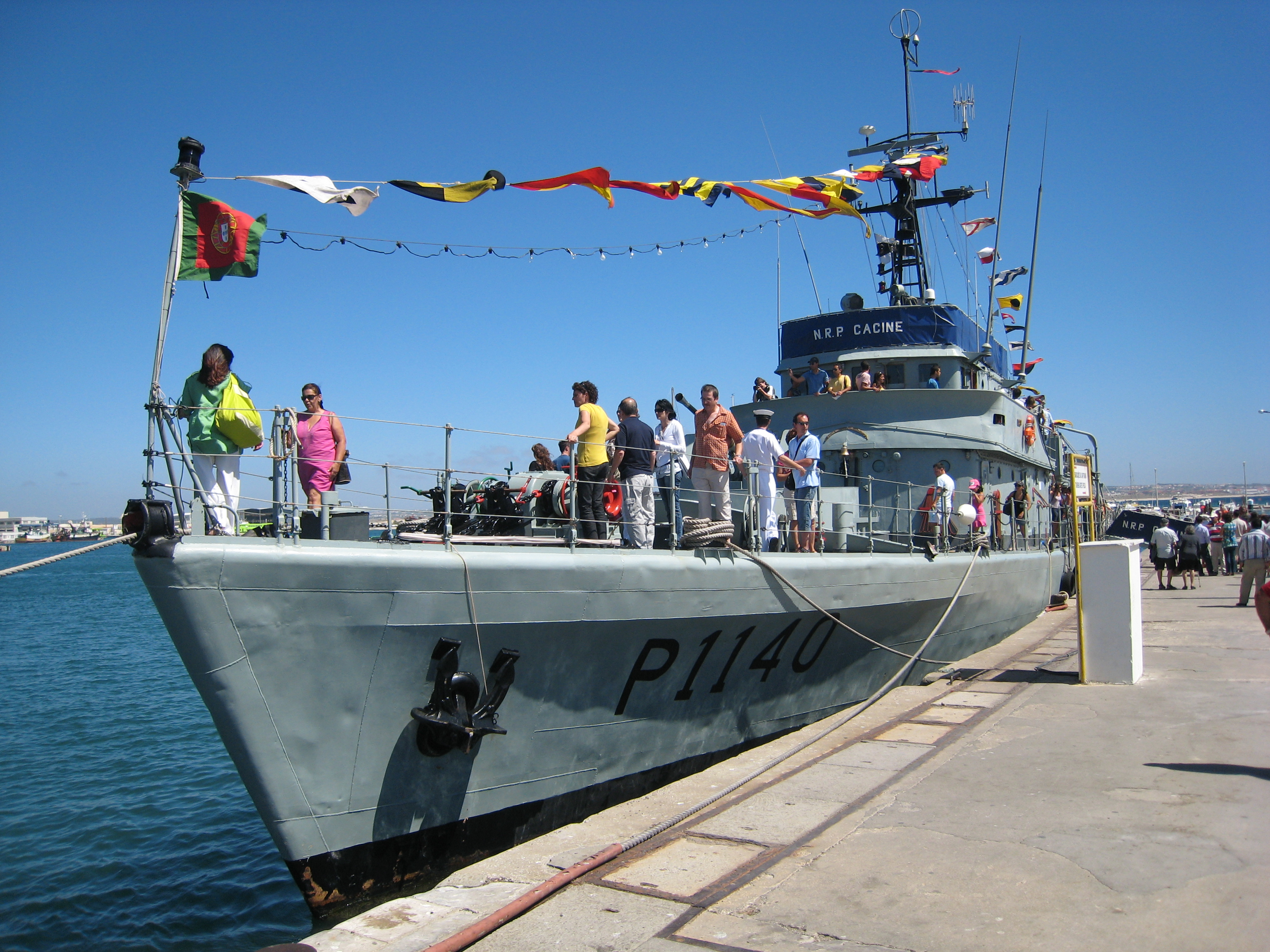
Cacine (P1140)

V letech 1968-1973 bylo loděnicí Arsenal do Alfeite postaveno 10 jednotek této třídy. Dostaly jména Cacine (P1140), Cunene, Mandovi, Rovuma, Cuanza (P1144), Beba, Zaire (P1146), Zambeze, Limpopo a Save (P1161).

## Konstrukce

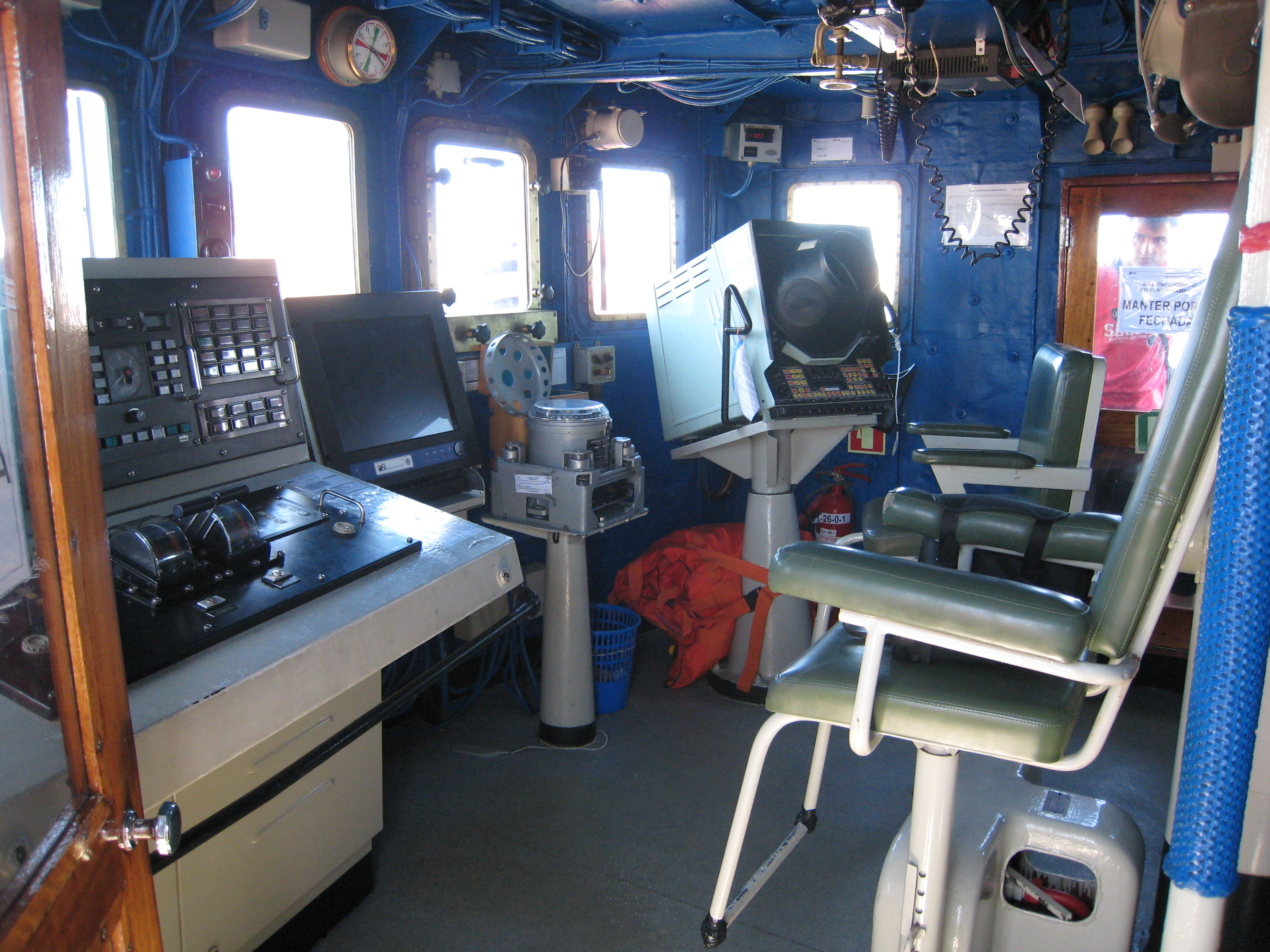
Velitelský můstek Cacine (P1140)

Plavidla dostala radar KH-975. Jsou vyzbrojena jedním 40mm/60 kanónem Bofors a jedním 20mm/70 kanónem Oerlikon. Pohonný systém tvoří dva diesely MTU 12V538 TB80 o výkonu 4400 hp, pohánějící dva lodní šrouby. Nejvyšší rychlost dosahuje 20 uzlů. Dosah je 4400 námořních mil při rychlosti 12 uzlů.